# Lill-Vargtjärnen, Dalarna
Lill-Vargtjärnen är en sjö i Älvdalens kommun i Dalarna och ingår i Dalälvens huvudavrinningsområde. Sjöns area är 0,02 kvadratkilometer och den är belägen 478 meter över havet.